# T. J. Miller
Todd Joseph Miller, más conocido como T. J. Miller (Denver, Colorado, 4 de junio de 1981), es un actor, escritor, productor y comediante estadounidense, conocido por interpretar a Erlich Bachman en la sitcom de HBO Silicon Valley  y también por actuar en numerosas películas como Cloverfield, Cómo entrenar a tu dragón, Cómo entrenar a tu dragón 2, Big Hero 6, Deadpool y Emoji: la película

## Primeros años
Miller nació en Denver, Colorado, hijo de Leslie, psicóloga clínica, y Kent Miller, abogado. Asistió a la Graland Country School Día, la East High School y la Universidad George Washington en Washington D. C., donde fue un miembro del grupo cómico de receSs y del capítulo Lambda de la fraternidad Phi Sigma Kappa .

## Carrera
Miller debutó como actor en la película Cloverfield en 2008. En 2014, trabajó junto a Mark Wahlberg y Michael Bay en Transformers: la era de la extinción.
Ha prestado su voz a series y películas animadas, como American Dad y Gravity Falls, entre otras.

## Vida personal
Lleva desde el 6 de septiembre de 2015 casado con la actriz Kate Gorney.

## Filmografía
| Año  | Título                                  | Papel                              | Notas            |
| ---- | --------------------------------------- | ---------------------------------- | ---------------- |
| 2008 | Cloverfield                             | Hudson "Hud" Platt                 |                  |
| 2009 | Extract                                 | Rory                               |                  |
| 2009 | The Goods: Live Hard, Sell Hard         | Cessna Jim                         |                  |
| 2010 | She's Out of My League                  | Wendell ("Stainer")                |                  |
| 2010 | Cómo entrenar a tu dragón               | Brutacio                           | Voz              |
| 2010 | Get Him to the Greek                    | Brian                              |                  |
| 2010 | Imparable                               | Gilleece                           |                  |
| 2010 | Yogi Bear                               | Guarda Jones                       |                  |
| 2010 | Los viajes de Gulliver                  | Dan                                |                  |
| 2011 | Our Idiot Brother                       | Billy Orwin                        |                  |
| 2011 | Charlie On Parole                       | Charlie                            | Cortometraje     |
| 2012 | Buscando un amigo para el fin del mundo | Darcy                              |                  |
| 2012 | La era del rock                         | Recepcionista de los Rolling Stone |                  |
| 2013 | The Goodwin Games                       |                                    | elenco principal |
| 2014 | Cómo entrenar a tu dragón 2             | Brutacio                           | Voz              |
| 2014 | Transformers: la era de la extinción    | Lucas Flannery                     |                  |
| 2014 | Big Hero 6                              | Fred                               | Voz              |
| 2014 | Search Party                            | Jason                              |                  |
| 2015 | Hell and Back                           | Augie                              | Voz              |
| 2016 | Deadpool                                | Comadreja/Jack Hammer              |                  |
| 2016 | Those Who Can't                         |                                    |                  |
| 2016 | Office Christmas Party                  | Clay Vanstone                      |                  |
| 2016 | Goon: Last of the Enforcers             |                                    |                  |
| 2017 | Emoji: la película                      | Gene                               | Voz              |
| 2018 | Deadpool 2                              | Comadreja/Jack Hammer              |                  |
| 2018 | Ready Player One                        | i-R0k                              | Voz              |
| 2019 | Hanazuki y el Reino de las Mil Galaxias | Tom Gardnerman                     | Voz              |
| 2020 | Trolls World Tour                       | Nube                               | Voz              |
| 2020 | Underwater                              | Dr. Stevens                        |                  |